# Cyclocross-Europameisterschaften 2022
Die Cyclocross-Europameisterschaften 2022 wurden am 5. und 6. November 2022 im belgischen Namur ausgetragen, auf dem Parcours des Citadelcross.

## Resultate

### Frauen Elite
| Rang | Fahrerin                   | Zeit (min) |
| ---- | -------------------------- | ---------- |
| 1    | Fem van Empel              | 50:25      |
| 2    | Ceylin del Carmen Alvarado | + 0:22     |
| 3    | Kata Blanka Vas            | + 0:36     |
| 4    | Denise Betsema             | + 0:46     |
| 5    | Sara Casasola              | + 1:53     |
| 6    | Inge van der Heijden       | + 2:06     |
| 7    | Pauline Ferrand-Prévot     | + 2:26     |
| 8    | Aniek van Alphen           | + 2:56     |
| 9    | Marianne Vos               | + 3:07     |
| 10   | Anna Kay                   | + 3:15     |

Am Start des Rennens über sechs Runden waren 22 Fahrerinnen. Als Favoritin galt Fem van Empel, die zuvor den Weltcup dominiert hatte und sich, erst 20-jährig, bei diesem Rennen erstmals für einen Start in der Elite-Kategorie entschied. Sie verlor durch einen Defekt in der zweiten Runde eine halbe Minute und gewann dennoch überlegen das Rennen. Titelverteidigerin Lucinda Brand konnte wegen einer Handverletzung nicht an den Start gehen.

### Männer Elite
| Rang | Fahrer                 | Zeit (h) |
| ---- | ---------------------- | -------- |
| 1    | Michael Vanthourenhout | 1:06:47  |
| 2    | Lars van der Haar      | + 0:40   |
| 3    | Laurens Sweeck         | + 2:17   |
| 4    | Joris Nieuwenhuis      | + 2:48   |
| 5    | Kevin Kuhn             | + 2:51   |
| 6    | Felipe Orts            | + 2:54   |
| 7    | Michael Boroš          | + 3:03   |
| 8    | Toon Vandebosch        | + 3:13   |
| 9    | Mees Hendrikx          | + 3:16   |
| 10   | Timon Rüegg            | + 3:22   |

Die Europameisterschaft der Männer fand ohne die Weltmeister der letzten Jahre Mathieu van der Poel, Wout van Aert und Tom Pidcock statt, die ihre Saison noch nicht begonnen hatten. Der Weltcup-Führende Eli Iserbyt schied nach Defekt und einer Verletzung frühzeitig aus. Der Titelkampf wurde zum Duell zwischen Michael Vanthourenhout und Lars van der Haar, die sich mehrfach in der Führung abwechselten. Die Entscheidung fiel in der fünften von neun Runden, als Van der Haar erst eine Reifenpanne hatte und dann bei einer kurzen Abfahrt stürzte. Unter Druck beging er weitere Fehler, die seinen Rückstand  anwachsen ließen. Michael Vanthourenhout, der seit 2017 bei jedem Meisterschaftsrennen unter den Top 10 gelandet war, kam zu seinem ersten Elite-Titel überhaupt. Hinter den beiden fuhr Laurens Sweeck ein einsames Rennen auf dem dritten Platz. Vier Fahrer von außerhalb Belgiens und der Niederlande waren unter den ersten Zehn, das beste Ergebnis für den „Rest der Welt“ seit Bestehen der Europameisterschaften. Insgesamt gingen 31 Fahrer an den Start.

### Männer U23
| Rang | Fahrer           | Zeit (min) |
| ---- | ---------------- | ---------- |
| 1    | Emiel Verstrynge | 5:10:40    |
| 2    | Thibau Nys       | + 0:43     |
| 3    | Witse Meeussen   | + 1:28     |

Am Start waren 51 Fahrer, die sieben Runden absolvierten. Der lange in Führung liegende Niederländer Pim Ronhaar fiel in der Schlussrunde entkräftet zurück, was den belgischen Dreifach-Triumph ermöglichte. Dahinter belegte der Italiener Davide Toneatti einen überraschenden vierten Platz.

### Frauen U23
| Rang | Fahrerin           | Zeit (min) |
| ---- | ------------------ | ---------- |
| 1    | Puck Pieterse      | 49:02      |
| 2    | Line Burquier      | + 0:50     |
| 3    | Shirin van Anrooij | + 1:27     |

Am Start waren 33 Fahrerinnen. Nachdem Fem van Empel in die Elite aufgerückt war, galten die beiden ersten der letzten U23-WM, Puck Pieterse und Shirin van Anrooij, als erste Titelanwärterinnen. Die französische Meisterin Line Burquier gelang es etwas überraschend, sich zwischen die beiden zu schieben. Das Rennen ging wie bei der Elite über sechs Runden mit dem kuriosen Resultat, dass die Siegerzeit bei der U23 die schnellere war.

### Juniorinnen
| Rang | Fahrerin          | Zeit (min) |
| ---- | ----------------- | ---------- |
| 1    | Lauren Molengraaf | 36:55      |
| 2    | Valentina Corvi   | + 0:03     |
| 3    | Xaydee Van Sinaey | + 0:14     |

46 Fahrerinnen gingen auf den Parcours über vier Runden. Die nach den Weltcup-Ergebnissen als Favoritin geltende Lauren Molengraaf setzte sich wie erwartet durch.

### Junioren
| Rang | Fahrer               | Zeit (min) |
| ---- | -------------------- | ---------- |
| 1    | Léo Bisiaux          | 37:11      |
| 2    | Daniel Weis Nielsen  | + 0:06     |
| 3    | Guus van der Eijnden | + 0:19     |

56 Fahrer – mehr als in allen anderen Rennen – gingen auf den Parcours über fünf Runden. Ab der dritten Runde bildeten Bisiaux und Nielsen ein Führungsduo. In der letzten Runde war der Franzose der Stärkere.

## Senioren-Wettkämpfe
Am 4. November fanden auf einem um 500 m verkürzten Parcours die Cyclocross-Europameisterschaften der Senioren statt, mit folgenden Ergebnissen:
| Klasse | Teilnehmer | Runden | Gold                       | Silber                            | Bronze                       |
| ------ | ---------- | ------ | -------------------------- | --------------------------------- | ---------------------------- |
| M35-39 | 22         | 7      | Ludovic Renard             | Jo Pirotte                        | Maximilien Andreo            |
| M40-44 | 45         | 7      | Thibaut Vassal             | Valentin Cosnier                  | Mariusz Gil                  |
| M45-49 | 44         | 6      | Adrian Lansley             | Raul Ballester Sanz               | Yannick Bouteiller           |
| M50-54 | 64         | 6      | Robin Seymour              | Danny Sleeckx                     | Stéphane Passade-Saint-Aunis |
| M55-59 | 38         | 6      | Peter Middleton            | Jan Olav Beitmyren                | Georges Hauterat             |
| M60-64 | 41         | 6      | Armin Raible               | Hervé Prud'homme                  | Stéphane Loizeau             |
| M65-69 | 21         | 4      | Robin Delve                | Peter Harris                      | Hermann Mandler              |
| M70-74 | 8          | 4      | Waldemar Banasinski        | Francisco Javier Sánchez de Diego | Wout Delwel                  |
| M75+   | 3          | 4      | Eduard Lievens             | Michel François                   | Daniel Benoist               |
| F35-39 | 8          | 6      | Katrine Iglhaut            | Elle Claessen                     | Sille Puhu                   |
| F40-44 | 8          | 6      | Katy Simcock               | Stéphanie Vaxillaire              | Katharina Garus              |
| F45-49 | 9          | 6      | Kate Eedy                  | Maryline Vassal                   | Anna Eriksmo                 |
| F50-54 | 8          | 4      | Cordula Neudörffer         | Lucy Siddle                       | Karine Temporelli            |
| F55-59 | 6          | 4      | Marianne van Leeuwen       | Corinne Pillot                    | Tracey Fletcher              |
| F60-64 | 3          | 4      | Gjertrud Bø                | Karen De Keulenaar                | Karen McGrath                |
| F65-69 | 1          | 4      | Nicola Davies              |                                   |                              |
| F70+   | 1          | 4      | Christine Dufond-Dematteis |                                   |                              |

## Aufgebote

### Bund Deutscher Radfahrer
- Männer: Florian Hamm, Marcel Meisen
- Frauen: Stefanie Paul
- Männer U23: Hannes Degenkolb, Fabian Eder, Markus Eydt, Luca Harter, Lukas Herrmann, Silas Kuschla, Jonas Köpsel, Tom Lindner, Jasper Levi Pahlke, Fynn Termin
- Frauen U23: Judith Krahl, Clea Seidel, Miriam Zeise
- Junioren: Pepe Albrecht, Piet Loos, Max Heiner Oertzen
- Juniorinnen: Messane Bräutigam, Kaija Budde, Janike Maira Lode, Jule Märkl

### Swiss Cycling
- Männer: Johan Jacobs, Kevin Kuhn, Gilles Mottiez, Loris Rouiller, Timon Rüegg
- Männer U23: Jan Christen, Dario Lillo, Lars Sommer, Finn Treudler
- Frauen U23: Jacqueline Schneebeli
- Junioren: Nicolas Halter
- Juniorinnen: Muriel Furrer, Jana Glaus

### Österreichischer Radsport-Verband
- Männer: Daniel Federspiel
- Männer U23: Adrian Stieger
- Juniorinnen: Nora Fischer

### Fédération du Sport Cycliste Luxembourgeois
- Frauen: Isabelle Klein
- Frauen U23: Maïté Barthels, Layla Barthels, Marie Schreiber, Liv Wenzel
- Junioren: Mats Berns, Noa Berton, Rick Meylender, Fynn Ury
- Juniorinnen: Anouk Schmitz